# Ozero Nekolotj
Ozero Nekolotj (ryska: Озеро Неколочь) är en sjö i Belarus.   Den ligger i voblasten Vitsebsks voblast, i den norra delen av landet, 150 km nordost om huvudstaden Minsk. Ozero Nekolotj ligger 147 meter över havet. Arean är 0,40 kvadratkilometer. Den sträcker sig 1,0 kilometer i nord-sydlig riktning, och 0,9 kilometer i öst-västlig riktning.
Omgivningarna runt Ozero Nekolotj är en mosaik av jordbruksmark och naturlig växtlighet. Runt Ozero Nekolotj är det ganska glesbefolkat, med 22 invånare per kvadratkilometer.